# 打鼓嶺巴士總站
打鼓嶺警署（英語：Ta Kwu Ling Police Station）是位於香港新界北區打鼓嶺的原有巴士總站。位於坪輋路近打鼓嶺警署對出的燈柱。現時有1條巴士路線途徑此站。

## 歷史
- 1961年8月5日：29線投入服務，往來上水至打鼓嶺，途經坪輋路。
- 1973年7月16日：29線改稱79線。
- 1973年11月5日：82線投入服務，往來上水至打鼓嶺，途經文錦渡及蓮麻坑路。
- 1975年2月15日：82號改為聯和墟←→文錦渡（新屋嶺），不經打鼓嶺。
- 1983年7月16日：79線改稱79K線。
- 2016年1月4日：因應香港政府實施第3階段縮減邊境禁區範圍，本總站被剔出邊境禁區範圍，所有民眾均可前往該總站。
- 2017年5月15日：79K線正式擴展服務範圍至打鼓嶺（松園下），原打鼓嶺總站變成該線往打鼓嶺（松園下）下途中的一個分站，更名為「打鼓嶺警署」，同時在南行綫增設同名車站。

## 途經路線資料

### 九龍巴士79K線
- 上水 ↔ 打鼓嶺（松園下）

由九龍巴士營運的一條路線，提供上水、聯和墟往來軍地、孔嶺及坪輋路一帶地區的巴士服務。1973年7月16日起重組路線編號改稱79；再於1983年7月16日配合當時的九廣鐵路全面電氣化更改名稱為79K。

## 鄰近地點
- 深圳河
- 打鼓嶺村
- 簡頭圍
- 較寮村
- 打鼓嶺警署
- 打鼓嶺消防局